# Pope Island
Pope Island är en ö i Kanada.   Den ligger i territoriet Nunavut, i den östra delen av landet, 2 100 km norr om huvudstaden Ottawa.
Trakten runt Pope Island består i huvudsak av gräsmarker.